# Eulasia praeusta
Eulasia praeusta is een keversoort uit de familie Glaphyridae. De wetenschappelijke naam van de soort is voor het eerst geldig gepubliceerd in 1896 door Champenois.